# Rubus boudiccae
Rubus boudiccae är en rosväxtart som beskrevs av A.L. Bull och E.S. Edees. Rubus boudiccae ingår i släktet rubusar, och familjen rosväxter. Inga underarter finns listade i Catalogue of Life.